# 山东矿业公司

青岛山东矿业公司办公楼旧址，2016年

山东矿业公司（德語：Schantung-Bergbau-Gesellschaft）又译“山东矿务公司”，为德国政府投资成立、用以在中国山东境内开采矿产（主要为胶济铁路沿线煤矿）的一家公司，成立于1899年，1913年并入山东铁路公司。

## 历史

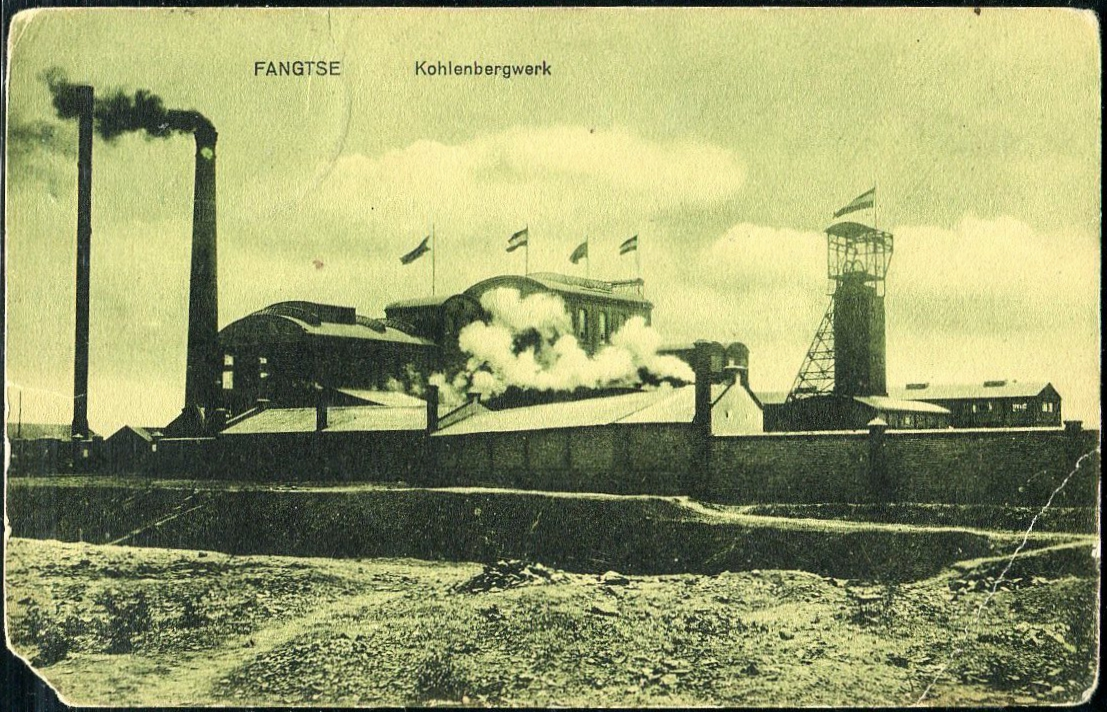
坊子煤矿

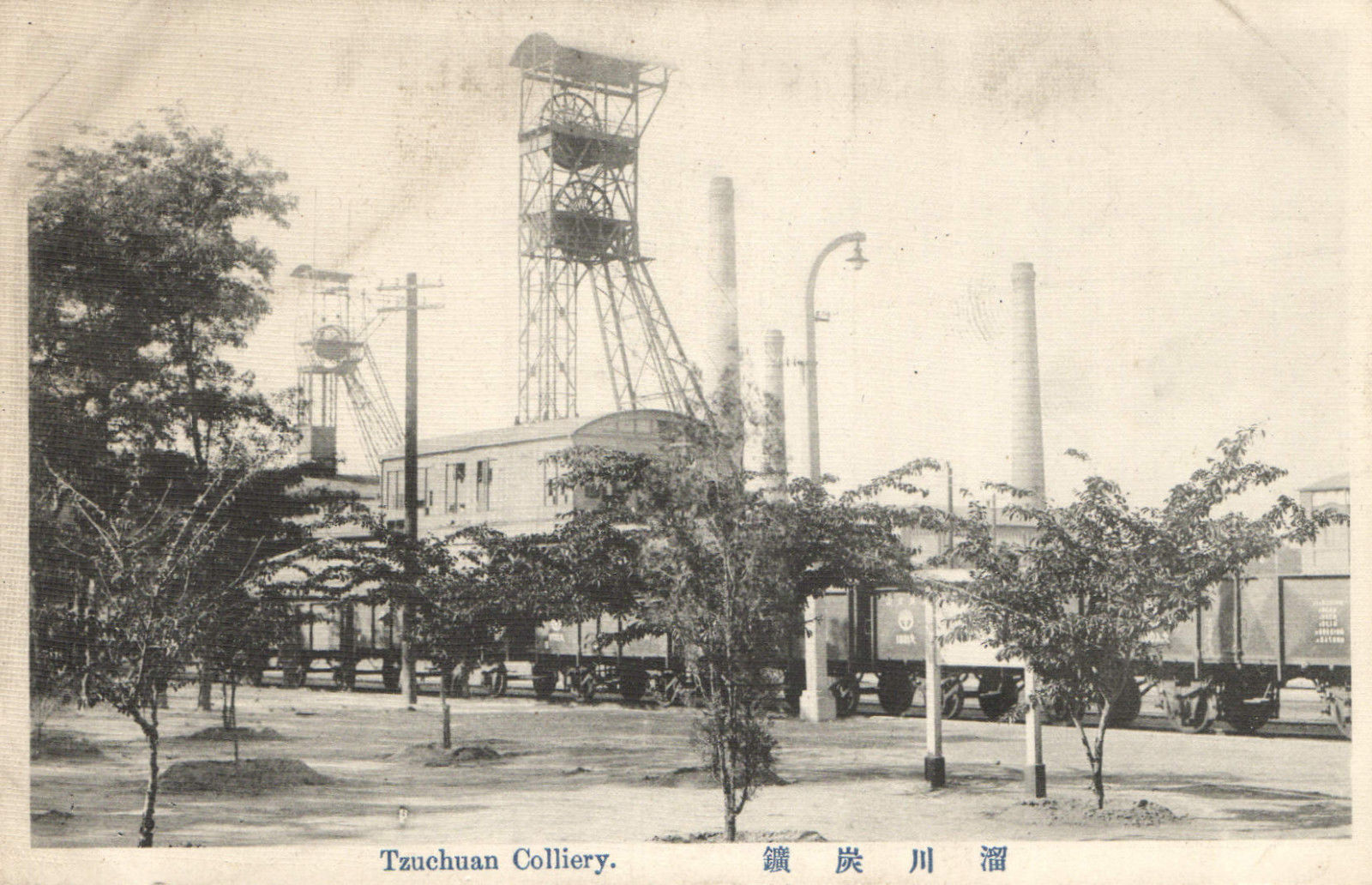
淄川黉山煤矿

1898年3月，中德政府签订《胶澳租借条约》，其中第二端第一款及第四款规定清政府允许德国在山东省境内建设两条铁路，并在铁路两侧30里范围内开采矿产。1899年10月10日，德国政府投资1200万马克，在柏林组建了山东矿业公司，公司组织形式为股份有限公司，公司地址位于柏林，并在青岛设立矿业管理处（一说总部设于青岛）。1900年3月，山东巡抚袁世凯分别与山东矿业公司经理米夏埃利斯（H. Michaelis）及山东铁路公司经理锡乐巴（Heinrich Hildebrand）分别签订了《山东矿务章程》和《胶济铁路章程》，将山东省的铁路及采矿权出让给德国。
1902年10月1日，该公司投资兴建的坊子煤矿投产，最初的日产量仅55吨，预计年产量为3300吨。10月30日，该公司将第一车煤炭通过胶济铁路运送至青岛。同年，该公司在青岛的办公楼建成。至1903年，坊子煤矿日产量已提高至300吨。同时，该公司在煤矿附近开设了煤球厂，将煤球销售给当地用户。1906年，该公司兴建的第二座煤矿，即淄川黉山煤矿投产，因其煤质及储量优于坊子煤矿，该公司的客户已发展到德国各大轮船公司及德国海军东亚分舰队。1902至1913年间，该公司从两处煤矿共开采了3414632吨煤。1913年10月，该公司因经营不善被山东铁路公司兼并。1914年11月，日军占领青岛并控制胶济线及坊子、淄川两处煤矿，但两处煤矿已被德方破坏，直至1916年5月才恢复到战前状态。
山东矿业公司在青岛的办公楼保存至今，位于广西路14号院内，主楼临太平路江苏路路口，现为全国重点文物保护单位“山东路矿公司旧址”的一部分。坊子、淄川两处煤矿亦有历史建筑保存，分别包括在全国重点文物保护单位坊子德日建筑群和淄博矿业集团德日建筑群之内。